# كواغة
الكُواغة (بالإنجليزية: Quagga)‏ حمار وحشي منقرض - منذ عام 1883 - من حمر جنوب إفريقية شبيه بحمار الزرد. وقد وجد مرة بأعداد هائلة في أقليم كيب جنوب أفريقيا . والمرة الوحيدة التي تم فيها تصوير الكواغة وهو على قيد الحياة كانت في حديقة حيوانات لندن بمتنزه ريجينت في لندن.